# Hōjō Nagatoki
Hōjō Nagatoki (北条长时, , 1227-1264) foi o sexto Shikken (1256-1264) do Kamakura bakufu e membro do Clã Hōjō .
Nagatoki foi o quarto Kitakata do Rokuhara Tandai (Segurança Interna de Kyoto) de 1247 a 1256 , quando sucedeu seu pai Shigetoki nomeado este ano para o cargo de Rensho (assistente do Shikken) .
Nagatoki se tornou o primeiro Shikken que não foi ao mesmo tempo Tokusō (líder do Clã Hōjō). Seu antecessor, o quinto Shikken Hōjō Tokiyori tinha um filho muito jovem e ele dividiu as funções de Tokusō e Shikken quando renunciou. Com esta divisão de poder no Japão, este foi efetivamente transferido do Shikken para o Tokusō . 
Desta forma Tokiyori continuou no poder mesmo após sua renúncia.